# Félicite Bada
Félicite Bada (14 marzo 1962) è un'ex velocista beninese.

## Biografia
Nel 1987 partecipò ai Giochi panafricani dove corse i 200 metri stabilendo il suo primato personale in 25"07. L'anno seguente partecipò ai Giochi olimpici di Seul 1988, unica donna della rappresentativa beninese, e fu portabandiera per il suo paese alla cerimonia inaugurale. Gareggiò sui 100 metri, dove stabilì il suo primato personale in 12"27, e sui 200 metri, venendo eliminata nelle batterie di entrambe le competizioni.